# Rondi Reed

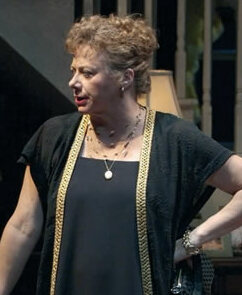
Rondi Reed in einem Stück von Tracy Letts (2007)

Rondi Reed (* 26. Oktober 1952 in Dixon, Illinois) ist eine US-amerikanische Schauspielerin.

## Karriere
Für viele Jahre war Reed Mitglied der Steppenwolf Theatre Company in Chicago, wo sie in 51 Produktionen auftrat. Sie
spielte am Broadway in The Rise and Fall of Little Voice, Früchte des Zorns und vielen mehr. Am 13. Juli 2005 debütierte sie in der Rolle der Madame Morrible in der Produktion des Musicals Wicked in Chicago. Später spielte sie die Rolle der Mattie Fae Aiken in der Broadway Produktion von Im August in Osage County für die sie den Tony Award erhielt.
2008 übernahm sie die Rolle der Madame Morrible in Wicked in Chicago erneut. Nach diesem Engagement übernahm sie wieder die Rolle der Mattie Fae Aiken in der Produktion von August: Osage Country in London  bevor sie für die Rolle der Madame Morrible in Wicked im März 2009 an den Broadway zurückkehrte. Sie ersetzte hierbei die Schauspielerin Jayne Houdyshell und verließ die Produktion im Juni 2010, um in der australischen Inszenierung von August in Sydney aufzutreten, wo sie bis Mitte August blieb.
Reed erlangte in Deutschland größere Bekanntheit durch ihre Rolle der Peggy Biggs, Mikes Mutter, in der Sitcom Mike & Molly.

## Filmografie (Auswahl)
- 1986: One More Saturday Night
- 1992: Roseanne (Fernsehserie, eine Folge)
- 1992: L.A. Law – Staranwälte, Tricks, Prozesse (L.A. Law, Fernsehserie, eine Folge)
- 1992: Meh’ Geld (Mo’ Money)
- 1992: Der Preis des Lebens (Desperate Choices: To Save My Child, Fernsehfilm)
- 1993: Blondinen küßt man nicht (Born Yesterday)
- 1993: Barett – Das Gesetz der Rache (Joshua Tree)
- 1993: Murder in the Heartland (Miniserie)
- 1993: Wild Palms (Miniserie, 2 Folgen)
- 1993: Fearless – Jenseits der Angst (Fearless)
- 1995: Grace (Fernsehserie, eine Folge)
- 1995: Seinfeld (Fernsehserie, eine Folge)
- 1995: Endstation Sehnsucht (A Streetcar Named Desire, Fernsehfilm)
- 1996: Auge um Auge (Eye for an Eye)
- 1996: Innocent Victims (Fernsehfilm)
- 1997: Aus dem Dschungel, in den Dschungel (Jungle 2 Jungle)
- 1997: Ein ganz normaler Heiliger (Nothing Sacred, Fernsehserie, eine Folge)
- 1997: Night Man (Fernsehserie, eine Folge)
- 1998: Practice – Die Anwälte (The Practice, Fernsehserie, eine Folge)
- 1998: Cybill (Fernsehserie, eine Folge)
- 1999: Hör mal, wer da hämmert (Home Improvement, Fernsehserie, eine Folge)
- 1999: The Astronaut’s Wife – Das Böse hat ein neues Gesicht (The Astronaut’s Wife)
- 2003: Eine Frage der Liebe (Normal, Fernsehfilm)
- 2003: Fargo (Fernsehfilm)
- 2008: Lipstick Jungle (Fernsehserie, eine Folge)
- 2010: Ein Leben für den Tod (You Don't Know Jack, Fernsehfilm)
- 2010–2016: Mike & Molly (Fernsehserie, 62 Folgen)
- 2014: Cotton
- 2015: Scandal (Fernsehserie, eine Folge)
- 2015: Always Worthy
- 2019: Speechless (Fernsehserie, eine Folge)
- 2021: Mom (Fernsehserie, eine Folge)
- 2022: B Positive (Fernsehserie, drei Folgen)